# Josef Neumaier
Josef „Sepp“ Neumaier (* 18. Juli 1958 in Altötting) ist ein deutscher Sportschütze. Er war Teilnehmer bei den Sommer-Paralympics 2012. Sein größter Erfolg war bei den Behinderten-Weltmeisterschaften 1998, wo er zweimal die Gold- und einmal die Bronzemedaille gewann.

## Allgemeines
Er leidet unter der körperlichen Behinderung Glasknochen (Osteogenesis imperfekta). Sein Heimatverein sind die Huberwirtschützen Oberholzhausen. Da diese keine gesonderte Behindertenabteilung haben, tritt er auf weiterführende Meisterschaften für den Wacker Burghausen an. Vom Beruf ist er Sparkassenbetriebswirt.

## Erfolge
Seine größten sportlichen Erfolge bei den Weltmeisterschaften 2010 (eine Gold- und eine Bronzemedaille in der Teamwertung) und bei den Sommer-Paralympics 2012 in London eine Bronzemedaille.